# 穂久邇文庫本源氏物語
穂久邇文庫本源氏物語（ほのくにぶんこほんげんじものがたり）は、源氏物語の写本。現在は愛知県豊川市所在の穂久邇文庫の所蔵であることからこの名称で呼ばれている。

## 概要
鎌倉時代末期の書写と見られる写本である。54帖の揃い本であるが、蓬生と関屋、常夏と篝火、横笛と鈴虫がそれぞれ合冊になっているため51冊からなる。本写本が穂久邇文庫にはいる以前の伝来は一切不明である。本写本は1959年（昭和34年）12月18日付で重要文化財に指定されている。

## 保存状況
全帖に亘って多少の手ずれや虫食いはあるものの、本文の判読に支障のあるようなほどの欠損はなく保存状況は非常に良い。花散里、椎本、宿木に若干の錯簡があり、宿木には約1丁分の脱落がある。

## 詳細な書誌

### 奥書
桐壺と夢浮橋の巻末にのみに奥書が存在する。奥書は元応2年10月の日付を持っている。

### 伝承筆者
古筆鑑定では冷泉為相、二条為明、二条為定、後光厳天皇の4人を書写者としているが、実際の筆跡を見る限りもうすこし多くの筆に分かれると見られる。古筆鑑定では各書写者はそれぞれ以下の巻を分担しているとされる。
- 冷泉為相（桐壺1帖）
- 二条為明（帚木、花宴、葵、賢木、花散里、澪標、絵合、松風、薄雲、朝顔、玉鬘、初音、胡蝶、蛍、常夏、篝火、野分、行幸、藤袴、梅枝、若菜上、若菜下、柏木、夕霧、御法、幻、匂宮、紅梅、橋姫、椎本、手習の31帖）
- 二条為定（夕顔、若紫、紅葉賀、蓬生、関屋、真木柱、横笛、鈴虫、早蕨、宿木、東屋、浮舟、蜻蛉、夢浮橋の14帖）
- 後光厳院（空蝉、末摘花、須磨、明石、少女、藤裏葉、竹河、総角の8帖）

### 勘物
桐壺巻の巻末にのみ3頁ほどの32項目からなる注釈的勘物がある。かつてはこの勘物は池田亀鑑によって青表紙本の特徴とされる藤原定家による注釈「奥入」であるとされ、本写本が青表紙本であることの根拠とされた。しかしながらこの勘物の筆者は本文の筆者とは別人であり、またこの勘物の内容自体も河内方による注釈書「紫明抄」に近いものであって、藤原定家の自筆本「奥入」（大橋本）や明融臨模本や大島本の巻末に附されている一般的に「奥入」とされているものとは内容が大きく異なる別のものである。

### 付属文書
本写本には以下のようなさまざまな文書が附属している。
- 系図 一般に流布している源氏物語系図と比べると比較的簡単な内容の「略系図」とでも呼ぶべきものである。
- 目録
- 「子源氏添状」と称する文書
- 奥書の写し （桐壺巻と夢浮橋巻のもの2通）
- 古筆鑑定の極札
- 極目録
- 褒詞

以上のうち、系図はもともとは本写本と無関係に成立のものと見られ、目録と子源氏添状も本写本のものであるのかは不明である。奥書の写しと古筆鑑定の極札は本写本についてのものであると認められる。

## 本文の性格
本写本の「桐壺」巻巻末にある「元応二年十月」付けの奥書において「本云」として「嘉元二年九月廿九日以定家卿本校合了」として定家卿本（青表紙本）と校合したとの記載がある。また和歌は定家本特有の上句と下句とで改行した2行書きになっている。しかしながら本写本の「桐壺」の本文そのものは横山本や肖柏本・三条西家本と一致した本文を有する一方で別本諸本とも共通異文を有するという状況にあり、「概ね定家本系統である。」とはいえるにしても必ずしも常に定家本（青表紙本）に非常に近いとは限らないものである。阿部秋生は「『校合了』と記載されてはいるものの、青表紙本・河内本・別本という本文の系統意識は、はなはだ希薄なように思われる」と指摘している。巻別に本文系統を調べると「青表紙本の本文を持つ巻」と「別本の本文を持つ巻」とに分かれる。前述のように桐壺巻巻末にある勘物の内容は河内方の注釈書「紫明抄」に近いものであるが、本文自体は「河内本に属する」といえるような巻は無い。

## 校本への採用
本写本は『校異源氏物語』や『源氏物語大成校異編』には採用されておらず、『源氏物語大成研究編』の「大島本源氏物語の伝来とその学術的価値」において「一覧を請うこと再三に及んだが許可を得ることが出来なかった池田自身は未見である新発見の写本」として簡単に触れられているだけであるものの、それ以後に作成された以下のような校本には校異が採られている。
- 『日本古典文学大系源氏物語』（岩波書店、1958年（昭和33年）～1963年（昭和38年））において写本記号「穂」、「穂久邇文庫本（穂久邇文庫蔵）」として採用されている。
- 『新編日本古典文学全集源氏物語』（小学館、1994年（平成6年）～1998年（平成10年））において写本記号「穂」、「穂久邇本 穂久邇文庫所蔵元応二年奥書本五十四帖」として採用されている。
- 『源氏物語別本集成 続』（おうふう、2005年（平成17年）～）において写本記号「穂」、「穂久邇文庫本（穂久邇文庫蔵）」として採用されており、ほぼ全巻の収録を予定しているとされている[11]。

## 影印本
- 日本古典文学会編『日本古典文学影印叢刊 3 源氏物語 1』貴重本刊行会、1979年（昭和54年）10月。　ISBN 4-89009-036-3
桐壺、帚木、空蝉、夕顔、若紫、末摘花、紅葉賀、花宴、葵、賢木、花散里、須磨
- 日本古典文学会編『日本古典文学影印叢刊 4 源氏物語 2』貴重本刊行会、1979年（昭和54年）11月。　ISBN 
明石、澪標、蓬生、関屋、絵合、松風、薄雲、朝顔、少女、玉鬘、初音、胡蝶、蛍、常夏、篝火
- 日本古典文学会編『日本古典文学影印叢刊 5 源氏物語 3』貴重本刊行会、1979年（昭和54年）12月。　ISBN 4-89009-038-X
野分、行幸、藤袴、真木柱、梅枝、藤裏葉、若菜上、若菜下、柏木
- 日本古典文学会編『日本古典文学影印叢刊 6 源氏物語 4』貴重本刊行会、1980年（昭和55年）1月。　ISBN 4-89009-039-8
横笛、鈴虫、夕霧、御法、幻、匂宮、紅梅、竹河、橋姫、椎本、総角
- 日本古典文学会編『日本古典文学影印叢刊 7 源氏物語 5』貴重本刊行会、1980年（昭和55年）2月。　ISBN 4-89009-040-1
早蕨、宿木、東屋、浮舟、蜻蛉、手習、夢浮橋